# Erik Lindqvist (byggnadsingenjör)

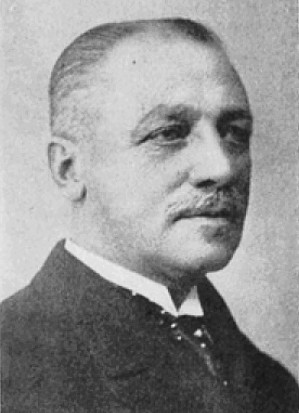
Erik Lindqvist.

Erik Wilhelm Lindqvist, född 6 september 1864 i Stockholm, död 13 februari 1936 i Stockholm, var en svensk byggnadsingenjör, arkitekt, byggmästare och murmästare samt lärare vid Tekniska skolan i Stockholm.

## Biografi

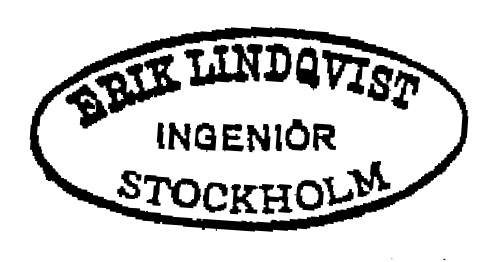
Ritningsstämpel.

Efter studier vid Byggnadsyrkesskolan 1881–1885 och som extra elev vid Tekniska skolan 1885–1886 hade Lindqvist olika anställningar. 1885 var han biträdande verkmästare vid uppförandet av Allmänna Barnhuset på Norrtullsgatan. Han var bland annat ritare hos arkitekt Isak Gustaf Clason och Valfrid Karlson samt biträdande byggledare vid bygget av Östermalms saluhall (invigd 1888) och verkmästare hos byggnadsfirman Johansson & Hammarlund vid uppförandet av Svea livgardes kaserner (invigd 1888).
Han godkändes av Stockholms byggnadsnämnd som byggmästare i april 1893 och erhöll 1903 burskap som bygg- och murmästare. 1905 blev han av Murmestare Embetet godkänd murmästare (mästare nummer 203). Mellan 1891 och 1897 var han lärare vid Tekniska skolan och anlitades ofta för värderingar och besiktningar av fastigheter. 
Från 1893 och framåt uppförde han ett sextiotal nybyggnader, bland dem femton fabriksbyggnader, huvudsakligen i Stockholm. Bland dem kan nämnas Heyman & Schönthals vaddfabrik i Liljeholmen (1894) och charkuterifabriken för Slagteri AB Norrmalm från 1906 (riven 1959, se Kadetten 29). 1909 stod han som arkitekt och byggmästare för den eleganta stadsvillan Sånglärkan 10 i Lärkstaden. Byggherre var affärsmannen Paul U. Bergström som också bodde här till 1914. I samma kvarter uppförde han samtidigt jugendvillan Sånglärkan 6 efter ritningar av arkitekt Per Olof Hallman som även var byggherre och bebodde huset.
Lindqvist hade många förtroendeuppdrag. Sedan 1907 var han suppleant i drätselnämndens andra avdelning och 1910–1920 ledamot där. Mellan 1912 och 1915 var han ledamot i rådhusbyggnadskommittén vid bygget av Stockholms rådhus. 1919 blev han verkställande direktör och styrelseledamot i Stockholms sjukhem. Efter 1924 var han suppleant i Stockholms stads byggnadsnämnd.

### Bilder

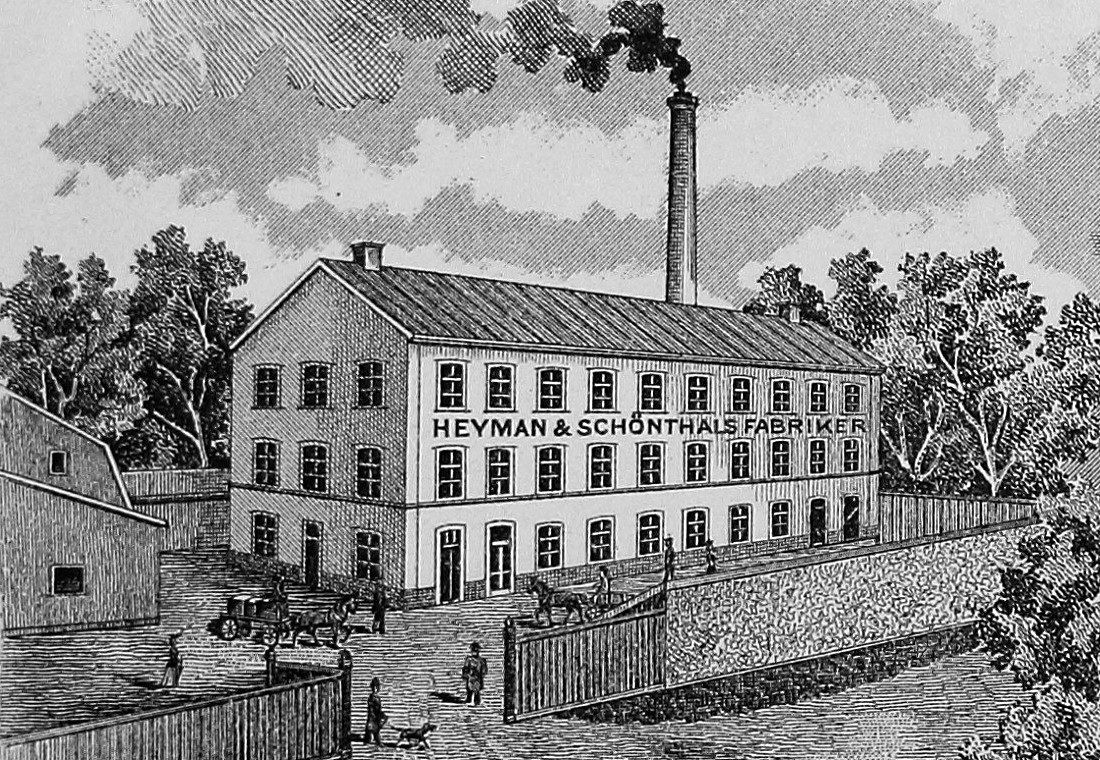
Heyman & Schönthals fabriker på Liljeholmen, byggår 1894 (rivet).
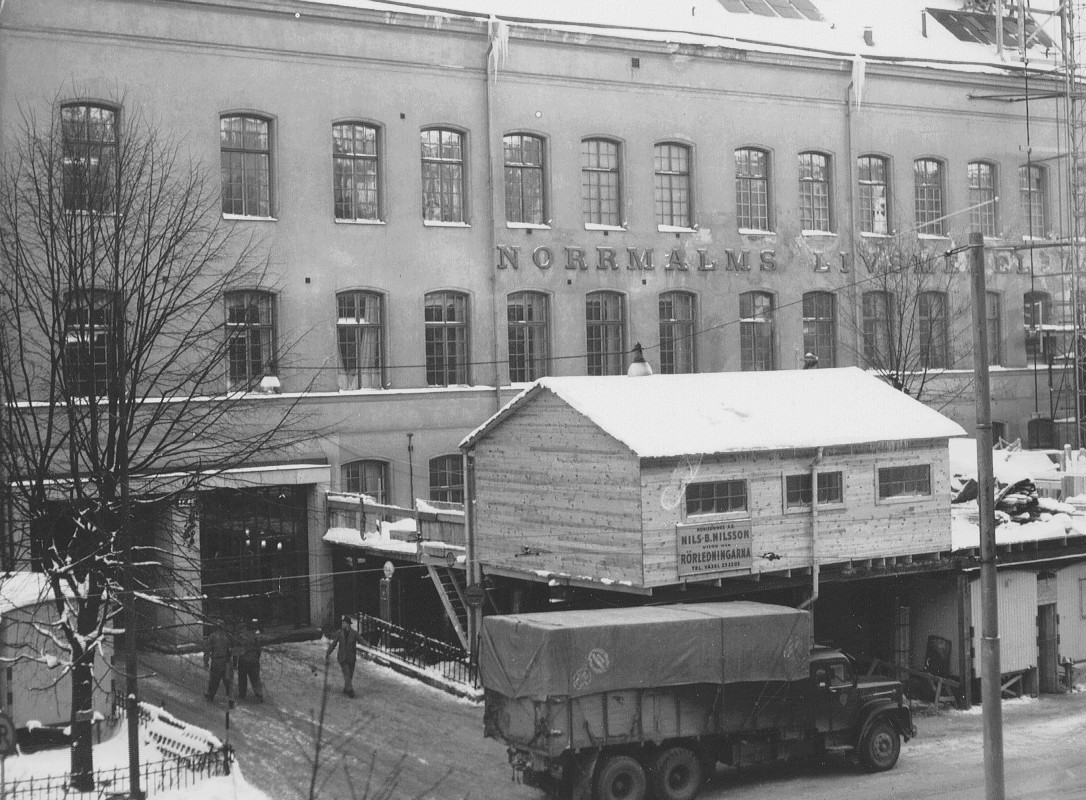
Fabrik för Slagteri AB Norrmalm, byggår 1906 (huset kort före rivningen 1959).
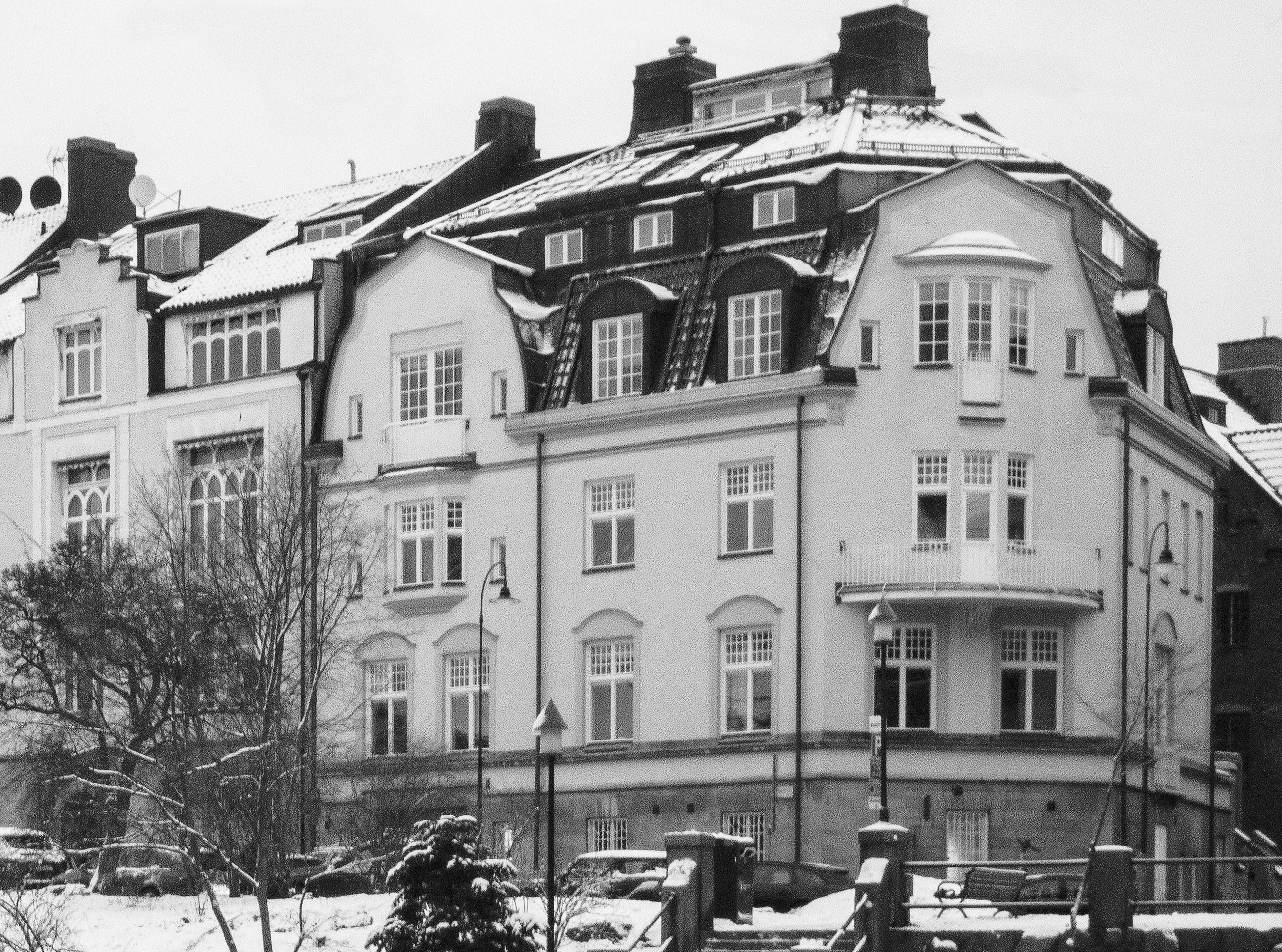
Bostadshus Sånglärkan 10 för Paul U. Bergström, byggår 1909–1910.
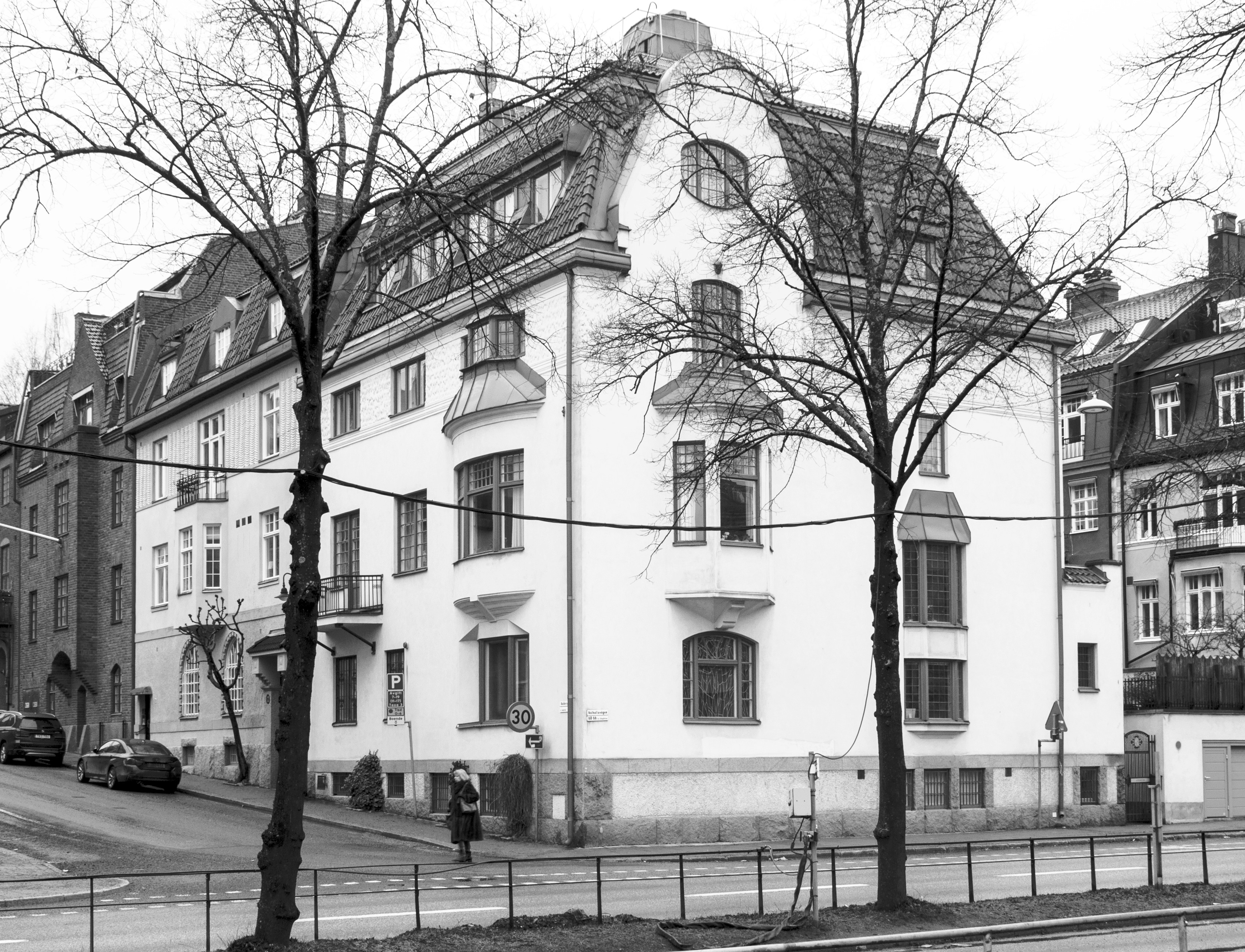
Bostadshus Sånglärkan 6 för Per Olof Hallman, byggår 1909–1910.

## Personligt
Erik Lindqvist var medlem i Odd Fellows Orden och gift med Olga Sandberg (1872–1962). Paret hade fyra barn. Lindqvist fann sin sista vila på Norra begravningsplatsen och gravsattes den 21 februari 1936 i familjegraven. I samma grav finns hustrun och tre av barnen.